# فيكتوريا ليند
فيكتوريا ليند (15 مايو 1985 - ) (بالإنجليزية: Victoria Lind)‏ هي لاعبة كريكت نيوزلندية.

## وصلات خارجية
- فيكتوريا ليند على موقع إي آس بي آن كريك إنفو (الإنجليزية)